# Svarthårig lyktblomfluga
Svarthårig lyktblomfluga (Leucozona inopinata) är en tvåvingeart som beskrevs av Doczkal 2000. Svarthårig lyktblomfluga ingår i släktet lyktblomflugor, och familjen blomflugor.
Artens utbredningsområde är Tyskland. Arten är reproducerande i Sverige. Inga underarter finns listade i Catalogue of Life.